# Selecționata de fotbal a insulei Saaremaa
Echipa națională de fotbal a insulei Saaremaa este echipa oficială de fotbal a insulei Saaremaa din Estonia. Saaremaa nu este membră FIFA și nici UEFA.